# Kjell Inge Olsen
Kjell Inge Olsen (26 settembre 1961) è un allenatore di calcio norvegese.

## Carriera

### Allenatore
Olsen fu tecnico del Vidar in due circostanze distinte: per la prima volta nel 1991, per la seconda dal 1997 al 2000. Dal 2003 al 2004, invece, fu allenatore del Viking, nell'Eliteserien.